# Florence Alice Lubega
Florence Alice Lubega, née le 5 novembre 1917 et morte le 28 octobre 2021, est une femme politique ougandaise et la première femme ougandaise à rejoindre le Parlement de l'Ouganda indépendant en mai 1962. Elle est l'une des premières femmes législatrices d'Ouganda, étant membre du Conseil législatif (LEGCO) en 1957. Elle est également membre du premier Parlement ougandais et vice-ministre du Développement communautaire et du Travail en 1966.

## Biographie

### Enfance, éducation et débuts
Florence Lubega est la fille du Premier ministre du Buganda Samuel Wamala et d'Erina Nantongo.
Elle fait ses études à l'école de filles Gayaza avant de rejoindre le Buloba Teachers' College. Plus tard, elle devient la première femme à être admise à la Makerere College School, avant de rejoindre l'université d'Oxford. À la fin de ses études universitaires en 1946, elle revient enseigner l'anglais à l'université Makerere.

## Vie privée
Florence Lubega est l'épouse de Saulo Lubega, professeur à l'école secondaire de Mityana et ancien ministre des Finances du gouvernement du Buganda. Florence Lubega vit à ses enfants[pas clair] et elle a quatre frères ; feu Israel Magembe Wamala (musicien) de Nakasajja à Kyaggwe, Wamala Steven Ssempasa, qui vit au Royaume-Uni, Paul Musoke Wamala, un ancien opérateur touristique qui vit aujourd'hui à Luzira, une banlieue de Kampala et feu Wamala Herbert Dagirira.
Elle meurt le 28 octobre 2021, une semaine avant son 104e anniversaire.